# فن تغير المناخ
فن تغير المناخ هو فن مستوحى من قضية تغير المناخ والاحتباس الحراري، ويهدف عمومًا إلى التغلب على ميل البشر الداخلي إلى تقدير التجربة الشخصية أكثر من تقديرهم للحقائق، ويسعى كذلك إلى تحرير المشاهد من التفسيرات المسبقة القائمة على البيانات الموجودة وذلك بجعل المعطيات «واضحة ويمكن الوصول إليها بسهولة». أحد أهداف فن تغير المناخ أيضًا هو «زيادة الوعي بالأزمة»، بالإضافة إلى محاولة إشراك المشاهدين بالسياسة والبيئة.
أصبح فن تغير المناخ شكلًا من أشكال إشراك المجتمع في الأمور البيئية. مثال على ذلك العمل الفني المشهور «ساعة الجليد» من تنفيذ الفنان أولافور إلياسون. وقد عبر فنانو التغير المناخي المعاصرين عن مخاوفهم الاجتماعية-السياسية من خلال أدواتهم الفنية المختلفة، كالرسومات والصور الفوتوغرافية والموسيقى والأفلام. تهدف تلك الأعمال إلى تشجيع المشاهدين على التفكر في أحداث حياتهم اليومية «بطريقة اجتماعية مسؤولة وذلك للحفاظ على الكوكب وحمايته».
نشأ فن تغير المناخ بالاشتراك بين علماء وفنانين لا علاقة لهم بالمجال العلمي. فاحتوى التيار الفني على تداخلات بين الفن والعلم.

## تاريخ
نشرت صحيفة الغارديان البريطانية أن شركات الطاقة الكبرى زادت من نشاطاتها الخيرية الإنسانية لتشمل المنظمات الفنية، كرد فعل على الثورة التي حدثت في تسعينيات القرن العشرين ضد الوقود الأحفوري والمحطات النووية. «إلى درجة أن العديد من المؤسسات الوطنية الكبرى الرائدة في مجال الوقود قدمت مبالغ مالية ضخمة»، فنجحت في إسكات العديد من الفنانين الناشطين بيئيًا.
كتب بيل ميكيبين مقالًا عام 2005، الفن هو ما يحتاجه الاحتباس الحراري اليوم، الفن الجميل، وناقش من خلاله: «إن الفهم المعرفي للحقائق العلمية ليس كافيًا- إذا أردنا المضي قدمًا وترك أثر ذو معنى يجب علينا أن نشرك الجزء الآخر من دماغنا في ذلك، أي أننا نحتاج لمقاربة المشكلة باستخدام مخيلتنا. وأفضل الأشخاص المناسبين للقيام بهذا الفعل، كما يعتقد، هم الفنانون». وفقًا لمنظمة الفنون «ذي أريكتيك سايكل»: «استغرق الأمر بعض الوقت بالنسبة للفنانين لكي يهتموا بقضية تغير المناخ هذه».
كتبت صحيفة الغارديان في عام 2009 أن عالم الفن «تيقظ بشأن فن التغير المناخي». قامت الصحيفة بنشر تقرير عنوانه وي ميك تومورو في عام 2020 يتعلق بموضوع التغير المناخي والفنون في لندن، وعلق موقع آرتنيت نيوز على ذلك: «يجب على المؤسسات أن تبحث عن مصادر تمويل جديدة، عوضًا عن الوقوع ضحية إغراءات التمويل من قبل منظمات ثرية تستثمر في صناعة الوقود الأحفوري».

## الآثار والنتائج

### التمثيل والترجمة الواقعية
وفقًا لموقع آرتنيت نيوز، يمكننا أن نعبر عن التغير المناخي من خلال الفن بأساليب عديدة ذات معنى، لأن «الفن يمتلك طريقة خاصة في تناول القضايا العامة وإيصال المعلومات العلمية بطرق روائية». تختلف الأعمال الفنية المرتبطة بالتغير المناخي في كيفية تفسيرها وبأثرها على المشاهد. أجرت لورا كيم سومر بالمشاركة مع كريستيان آندريس كلوكنر (كلاهما من الجامعة النرويجية للعلوم والتكنولوجيا) دراسة استقصائية على الحاضرين لمهرجان الفن الباريسي آرتكوب 21 في عام 2015 (الذي أقيم في نفس الوقت الذي عقد فيه مؤتمر التغير المناخي في الأمم المتحدة عام 2015) فيما يتعلق بموضوع 37 عملًا فنيًا ضمن المهرجان. قادت نتائج بحث سومر وكلوكنر إلى تصنيف الأعمال الفنية ضمن أربعة تصنيفات وفقًا لمحتوى الأعمال وردود المشاهدين عليها. التصنيف الأول هو «اليوتوبيا المريحة»، يعني ذلك أن العمل الفني ولد مشاعرًا إيجابية لدى المشاهد لكنه لم يلهمه ليقوم بحدث فعلي تجاه قضية المناخ. التصنيف الثاني هو «الديستوبيا الصعبة»، تعني أن العمل الفني أعطى مشاعر سلبية وبالتالي لم يلهم أي فعل حقيقي تجاه القضية المطروحة. التصنيف الثالث هو «الأسطورة العادية»، ويعني ذلك أن العمل الفني ولد مشاعر حيادية ولم يلهم الناس للقيام بفعل إيجابي تجاه قضية المناخ.
التصنيف الأخير هو «الحل الأمثل»، ويعني أن العمل الفني خلق مشاعر إيجابية ومشاعر سلبية أيضًا، والأهم أنه ألهم الناس للقيام بحدث فعلي إيجابي تجاه قضية المناخ. جمعت تلك البيانات وصنفت من قبل سومر وكلوكنر في عام 2019 ضمن أربعة تصنيفات نفسية مختلفة وربطت هذه التصنيفات مع وظائف الدماغ لمعرفة الأماكن التي تثار فيها المشاعر عند مشاهدة الفن، وخلصت إلى أن الأعمال الفنية التي لا تنتمي إلى فئة «الديستوبيا الصعبة» كانت مرجحة أكثر لأن تجعل المشاهدين منفتحين على القيام بفعل إيجابي تجاه التغير المناخي، بينما كانت الأعمال الفنية التي تنتمي إلى فئة «الحل الأمثل» هي الأكثر قدرة بين كل الفئات الأخرى على إلهام الجمهور المشاهد نحو القيام بفعل إيجابي تجاه قضية تغير المناخ.
كتبت الصحفية بيتسي مايسون في مجلة نووبل أن الإنسان كائن بصري بطبيعته يحصل على المعلومات بشكلها الصوري التي من الممكن أن يضيع معناها بالكلمات، وأضافت أن الصور البصرية السيئة بإمكانها أن تفسد الفهم العام للعلم. صرح كذلك مخرج معهد «برود إم آي تي» بانغ وونغ، أن المؤثرات البصرية بإمكانها أن تكشف العديد من الأنماط والاتجاهات والارتباطات ضمن المعطيات الفنية، وإنه من الصعب إيجاد مثل تلك الأمور بأي وسيلة أخرى.